# Doppia pelle
Doppia pelle (Le Daim) è un film del 2019, scritto e diretto da Quentin Dupieux.

## Trama
Georges è affetto da uno strano feticismo: adora tutto ciò che è scamosciato. Spende i suoi risparmi dapprima in una giacca di pelle e, successivamente, in una serie di articoli che si avvicinano al look voluto. Finiti i soldi, si finge regista e insieme a una ragazza conosciuta in un bar cercherà di compiere il suo vero obiettivo: rimanere l'unica persona al mondo a indossare una giacca.

## Produzione
È stato girato a marzo del 2018, interamente nella Valle d'Aspe, in Francia.
Il regista ha avuto a disposizione un budget di circa 4.000.000 euro.

## Distribuzione
In Italia è uscito nel 2020 ma, a causa della pandemia di COVID-19, è stato proiettato solo in poche sale e ha ottenuto uno scarso successo di pubblico.
In totale, il film ha incassato circa 1,6 milioni di dollari.

## Critica
La rivista L'Espresso lo recensisce come un film «spericolato (...) un’avventura horror-demenziale ad alto tasso metaforico».
Sempre di giudizio positivo, Nocturno lo considera «acuto, spaventoso, asfissiante».
Il sito MYmovies.it assegna quattro stelle su cinque, commentando come sia «un piacere da guardare ed analizzare».
The Hollywood Reporter sottolinea come «Dupieux, che, come al solito, ha anche scritto la sceneggiatura e gestito i compiti della telecamera, non ha perso nulla del suo senso di malizia».

## Riconoscimenti
- 2020 - Dublin International Film Festival
  - Premio Speciale della Giuria a Quentin Dupieux
- 2019 - Sitges - Festival internazionale del cinema fantastico della Catalogna
  - Candidatura Miglior Film a Quentin Dupieux